# بارني غرينواي
بارني غرينواي (بالإنجليزية: Barney Greenway)‏ هو مغني بريطاني، ولد في 13 يوليو 1969 في Kettering ‏ في المملكة المتحدة.

## وصلات خارجية
- بارني غرينواي على موقع IMDb (الإنجليزية)
- بارني غرينواي على موقع ميوزك برينز (الإنجليزية)
- بارني غرينواي على موقع أول ميوزيك (الإنجليزية)
- بارني غرينواي على موقع أول ميوزيك (الإنجليزية)
- بارني غرينواي على موقع ديسكوغز (الإنجليزية)